# Prava LGBTIQ-osoba na Dominici
Lezbijke, gejevi, biseksualne, transrodne, transseksualne i interseksualne osobe mogu naići na diskriminaciju na otočnoj državi Dominici. 
Homoseksualni spolni odnosi su ondje bili zabranjeni od 1873. do 2024. godine, u kojoj je 22. travnja Visoki sud Dominike odlučio da je zakon o zabrani homoseksualnosti u državi protuustavan.
Prije ukidanja zabrane nije postojala nikakva odredba u zakonu koja bi štitila homoseksualne i biseksualne osobe.

## Događaji
Između 1995. i 2000. godine, 35 je osoba osuđeno zbog homoseksualnih odnosa. Neki su osuđenici smješteni u psihijatrijske bolnice. 
Godine 2001., 15 je žena optuženo i osuđeno za lezbijstvo. 
Neki su stanovnici Dominike prosvjedovali protiv dolaska gejeva koji su htjeli posjetiti Dominiku kao turisti.